# Fatawa-i-Alamgiri
Fatawa-i-Alamgiri („Rechtsgutachten Alamgirs“) oder Fatawa al-Hindiyya („Indische Rechtsgutachten“) ist eine im Jahr 1674 in Delhi abgeschlossene hanafitische Sammlung des islamischen Rechts (Scharia) des sunnitischen Islams. Die bedeutende Fatwasammlung wurde auf Aufforderung des Mogul-Herrschers und muslimischen Gelehrten Aurangzeb (1618–1707; reg. 1658–1707; auch bekannt als Alamgir) von einer Gruppe von Gelehrten unter Leitung von Shaykh Nizam Burhanpuri (gest. 1681) zusammengestellt. Sie ersetzte das Fatawa-i-Firoz Shahi bzw. Fiqh-i-Firoz Shahi aus der Zeit von Firuz Schah Tughluq (1309–1388; 1351 bis 1388 Sultan von Delhi).

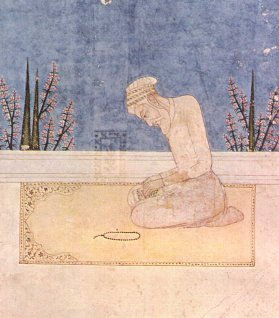
Mogul-Herrscher Aurangzeb verrichtet das Gebet.

 Das Werk gilt bis heute in Südasien als äußerst einflussreich. Es ist eine Sammlung von hanafitischen Rechtsgutachten in arabischer Sprache. Sie stammt überwiegend von einer Gruppe hanafitischer Gelehrter aus Indien. Die Sammlung gilt als eine der wertvollsten Quellen für die Kenntnis der islamischen Institutionen in der späteren Mogul-Zeit. Sie umfasst mehrere Bände und war eine der umfangreichsten der islamischen Rechtswissenschaft ihrer Zeit. Sie diente als Grundlage von Recht und Lehre, welche Aurangzeb seinem ganzen Reich auferlegte. Das Werk ist von Bedeutung für heutige Hanafi-Studenten, es entstand vor der Spaltung in Deobandi und Barelwi unter den Hanafiten des indischen Subkontinents. Der chinesische Islamwissenschaftler Wu Yungui merkt an, dass einige indische muslimische Gelehrte die Zusammenstellung für zu sehr mit den Zielsetzungen des Mogulkaisers übereinstimmend hielten und dass sie das ganze Spektrum der hanafitischen Rechtsschule (madhhab) nicht vollständig aufzeigen könne. Die muslimische Gelehrte Aisha Bewley ordnet das Werk folgendermaßen ein:

„The sections dealing with worship are classical in pattern, while those dealing with criminal and civil law are more pragmatic. A source for Muslim law in India.“

„Während die der Gottesverehrung gewidmeten Abschnitte ein klassisches Muster aufweisen, sind jene, die sich mit dem Straf- und Zivilrecht befassen, pragmatischer. Eine Quelle für das muslimische Recht in Indien.“

Die Schiiten wurden darin zu abtrünnigen Häretikern erklärt.
Die Hindus akzeptierten die Fatawa-i-Alamgiri nicht. Im kolonialen britischen Rechtssystem geriet der Glaube an "Präzedenzfälle" (legal precedent) in Konflikt mit der Missachtung von "Präzedenzfällen" im anglo-muhammadischen Rechtssystem, was koloniale Beamte dazu brachte, den Maulavis (d. h. den muslimischen religiösen Gelehrten) zu misstrauen. Die britischen Kolonialbeamten reagierten darauf mit der Schaffung einer Bürokratie, die separate Gesetze für muslimische Sekten und für Nicht-Muslime wie die Hindus in Südasien schuf. Diese Bürokratie erließ gestützt auf die Fatawa-i-Alamgiri eine Reihe von separaten religiösen Gesetzen für Muslime und allgemeine Gesetze für Nicht-Muslime (Hindus, Buddhisten, Jainas, Sikhs), von denen die meisten im unabhängigen Indien nach 1947 angenommen wurden.

## Ausgaben und Übersetzungen
Erste englische Übersetzungen hatten eine persische Übersetzung zur Grundlage. Teile wurden von Charles Hamilton und William Jones ins Englische übersetzt. Eine Teilübersetzung von Neil Baillie erschien 1865 unter dem Titel A Digest of Mohummudan Law. 1873 veröffentlichte Shama Churun Sircar eine Teilübersetzung unter dem Titel The Muhammadan Law: Being a Digest of the Law Applicable Especially to the Sunnís of India. Eine Urdu-Übersetzung des Werkes stammt von Shaykh Syed Ameer Ali.
Eine moderne sechsbändige arabische Ausgabe (Al-fatāwā al-hindīya) erschien in Beirut.